# Homalopsycha
Homalopsycha är ett släkte av fjärilar. Homalopsycha ingår i familjen äkta malar.
Kladogram enligt Catalogue of Life:
| Homalopsycha | \| \| Homalopsycha pericharacta \| \| \| \| \| \| Homalopsycha rapida \| \| \| \| |
|              | \| \| Homalopsycha pericharacta \| \| \| \| \| \| Homalopsycha rapida \| \| \| \| |
|              | Homalopsycha pericharacta                                                         |
|              |                                                                                   |
|              | Homalopsycha rapida                                                               |
|              |                                                                                   |